# Еризація
Еризація — це особливе явище у фонетиці китайської мови, яке полягає у додаванні ретрофлексивної голосної 儿 до іншої фіналі.
Ретрофлексивна голосна — кінчик язика загинається назад.
Особливість такого додавання полягає у тому, що 儿 втрачає тон і він з'єднується з попереднім складом в один низхідний еризований склад. При цьому голосна попереднього складу в більшості випадків якісно змінюється і стає ретрофлексивною. Під впливом еризації фіналь може втратити нозалізацію або коротку кінцеву голосну. На тон не впливає.
Це явище найбільш поширене у мовленні Північного Китаю, особливо в пекінському діалекті, як зменшувальний суфікс для іменників, хоча в деяких діалектах він також використовується для інших граматичних цілей. Літературна китайська мова певною мірою містить ерізацію, як-от у 哪儿 nǎr («де»), 一点儿 yìdiǎnr («трохи») та 好玩儿 hǎowánr («весело»). Розмовна мова в багатьох північних діалектах має більш розширену еризацію, ніж стандартизована мова. Південно-західні діалекти, такі як діалекти Чунціна та Ченду, також мають це явище. Навпаки, багато південних китайців, які розмовляють своїми мовами, можуть відчувати труднощі з вимовою звуку або можуть просто його не вимовляти, і зазвичай уникають слів з еризацією, коли говорять стандартною китайською; наприклад, три наведені вище приклади можна замінити синонімами 哪里 nǎlǐ, 一点 yìdiǎn, 好玩 hǎowán. Більше того, еризація є надзвичайно рідкісною або відсутньою у тих, хто розмовляє мандаринською мовою на Тайвані.

## Зміна фіналей з еризацією
Якщо фіналь закінчується на a, o, e, u, то при додаванні 儿 ці звуки зазнають впливу і еризуються: 小刀儿，号码儿，加油儿， 小车儿，人家儿
До фіналі з монофтонгом i/ü 儿 приєднується механічно і всі звуки в складі просто підсумовуються 小鸡儿，小雨儿，有趣儿
Фіналі-дифтонги, які закінчуються на «і» при додаванні 儿 втрачають кінцевий звук: 小孩儿， 名牌儿，摸黑儿，一会儿，一块儿
Якщо 儿 приєднується до [i]-i, [ʃ]-u, то фіналі випадають, а ініціалі поєднуються з 儿: 歌词儿， 瓜子儿，没事儿，墨汁儿
Якщо склад закінчується на передньоязикові носові фіналі [an], [en], [ian], [yan], то [n] випадає, а голосна еризується (втрата нозалізації): 照片儿，茶馆
儿
Якщо склад закінчується на передньоязикові носові фіналі in, uen, ün, то «n» випадає, однак голосна, що нозалізується, тепер не еризується напряму, а до неї механічно додається 儿. 云儿；您儿；没准儿，冰棍儿，没劲儿
Якщо склад закінчується на задньоязикові носові фіналі, то голосна залишається нозалізована + еризується: 约房儿，花瓶儿，小熊儿。

## Функції еризації
Дистрибутивна функція:
1) Лексичне розрізнення смислу слів — 信-信儿；头-头儿;
2) граматичне розрізнення частин мови — 画-画儿; 亮-亮儿
Стилістична: надання зменшувально-пестливого
забарвлення — 鲜花儿， 小猫儿，小瓶儿